# Torsten Gutsche
Torsten René Gutsche (ur. 8 czerwca 1968 w Eisenhüttenstadt) – niemiecki kajakarz, wielokrotny medalista olimpijski.
Urodził się w NRD i do zjednoczenia Niemiec występował w barwach tego kraju. Od 1989 pływał w dwójce wspólnie z Kayem Bluhmem. Siedem razy zdobyli tytuł mistrzów świata, trzykrotnie triumfowali na igrzyskach. Po olimpiadzie w Atlancie „przesiadł się” do czwórki i wywalczył cztery kolejne złote krążki mistrzostw świata.

## Starty olimpijskie (medale)
Barcelona 1992
- K-2 500 m, K-2 1000 m – złoto

Atlanta 1996
- K-2 500 m – złoto
- K-2 1000 m – srebro